# Антон Малеј
Луксембург
Антон Малеј (Љубљана, 1908 — 1930) био је југословенски гимнастичар, члан Спортског друштва Табор.
Учесник је Летњих олимпијских игара 1928. у Амстердаму и Светског првенства 1930. у Луксембургу. На оба ова такмичења освојио је бронзану медаљу у екипном вишебоју.
На Олимпијским играма 1928. у појединачној конкуренцији најбоље резултате остварио у вежбама на коњу са хватаљкама и круговима где је остварио поделу 15-ог места. 
Приликом вежбе на карикама у појединачној конкуренцији на Светском првенству у Луксембургу 1930. пао је са справе и смртно страдао (сломио врат). 
У помен на свог члана Антона Малеја, Спортско друштво Табор сваке године организује такмичење „Малејев меморијал“ 

## Резултати на Летњим олимпијским играма
| ОИ              | вратило  | вратило | разбој   | разбој | кругови  | кругови | прескок  | прескок | коњ са хватаљкама | коњ са хватаљкама | вишедпј пој. | вишедпј пој. | вишебој ек. | вишебој ек. |
| ОИ              | Резултат | Мес.    | Резултат | Мес.   | Резултат | Мес.    | Резултат | Мес.    | Резултат          | Мес.              | Резултат     | Мес.         | Резултат    | Мес.        |
| --------------- | -------- | ------- | -------- | ------ | -------- | ------- | -------- | ------- | ----------------- | ----------------- | ------------ | ------------ | ----------- | ----------- |
| 1928. Амстердам | 46,00    | 51      | 51,25    | =19    | 52,75    | =15     | 26,375   | =30     | 52,50             | =15               | 228,875      | 25           | 1648,750    | 3           |

## Састави репрезентација са којима је Антон Малеј освајао медаље
- Олимпијске игре 1928. бронза

Леон Штукељ, Јосип Приможич, Антон Малеј, Едвард Антосијевич, Драгутин Циоти, Стане Дерганц, Борис Грегорка, Јанез Порента,
- Светско првенство 1930. бронза

Леон Штукељ, Јосип Приможич, Антон Малеј, Борис Грегорка, Рафаел Бан Петар Суми, Нели Жупанчич, Стане Жилић